# Jouko Ahola

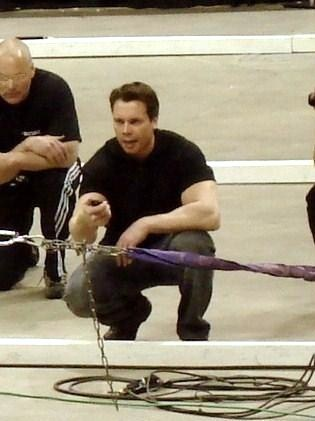
Jouko Ahola, 2007

Jouko Ahola (* 1. Dezember 1970 in Hämeenlinna) ist ein finnischer Strongman und Schauspieler.

## Leben und Karriere
Jouko Ahola gewann Mitte bis Ende der 1990er Jahre zahlreiche nationale und internationale Titel, wobei die größten Erfolge 1997 und 1999 der zweimalige Gewinn des Titels World's Strongest Man sind. Nach dem Kraftsport widmete er sich die letzten Jahre vor allem der Schauspielerei. Seine erste größere Rolle hatte Ahola dabei 2001 in dem Werner-Herzog-Film Invincible (Unbesiegbar). Nach einigen Auftritten in finnischen Serien war er 2005 auch als deutscher Ritter Odo im Film Königreich der Himmel zu sehen.

## Filmographie
- 2001: Invincible
- 2005: Königreich der Himmel (Kingdom of Heaven)
- 2006: 7 miljonärer
- 2008: Stone’s War
- 2013: Vikings (Fernsehserie, 3 Episoden)